# Hai farkasfalka
Az Hai farkasfalka a Kriegsmarine tengeralattjárókból álló második világháborús támadóegysége volt, amely összehangoltan tevékenykedett 1942. július 3. és 1942. július 21. között az Atlanti-óceán északi részén, a Vizcayai-öbölben, Portugáliától nyugatra, végig Afrika nyugati partjai mentén, a mai Guineáig. A Hai (Cápa) farkasfalka hat búvárhajóból állt. A falka nyolc hajót süllyesztett el. A hajók összesített vízkiszorítása 68 218 brt volt. A tengeralattjárók közül egy elsüllyedt.
1942. július 11-én az Atlanti-óceán észak részén, Madeirától nyugatra egy francia romboló, a Léopard, egy brit korvett, az HMS Spey és egy szintén brit szlúp, az HMS Pelican megtámadta az U–136-ot mélységi bombákkal elpusztította. A teljes legénység, 45 ember meghalt.

## A farkasfalka tengeralattjárói
| A hajó száma | Parancsnoka          | Részvétel kezdete | Részvétel vége   |
| ------------ | -------------------- | ----------------- | ---------------- |
| U–116        | Werner von Schmidt   | 1942. július 3.   | 1942. július 21. |
| U–136        | Heinrich Zimmermann  | 1942. július 3.   | 1942. július 11. |
| U–201        | Adalbert Schnee      | 1942. július 3.   | 1942. július 20. |
| U–572        | Heinz Hirsacker      | 1942. július 3.   | 1942. július 21. |
| U–582        | Werner Schulte       | 1942. július 3.   | 1942. július 21. |
| U–752        | Karl-Ernst Schroeter | 1942. július 3.   | 1942. július 21. |

## Elsüllyesztett hajók
| Dátum            | A búvárhajó száma | A hajó neve      | Nemzetisége        | Vízkiszorítása | Konvoj |
| ---------------- | ----------------- | ---------------- | ------------------ | -------------- | ------ |
| 1942. július 6.  | U–201             | Avila Star       | Egyesült Királyság | 14 443         |        |
| 1942. július 12. | U–116             | Cortona*         | Egyesült Királyság | 7093           | OS–33  |
| 1942. július 12. | U–201             | Cortona          | Egyesült Királyság | 7093           | OS–33  |
| 1942. július 12. | U–582             | Port Hunter      | Egyesült Királyság | 8826           | OS–33  |
| 1942. július 12. | U–116             | Shaftesbury      | Egyesült Királyság | 4284           | OS–33  |
| 1942. július 12. | U–201             | Siris            | Egyesült Királyság | 5242           | OS–33  |
| 1942. július 13. | U–201             | Sithonia         | Egyesült Királyság | 6723           | OS–33  |
| 1942. július 15. | U–201             | British Yeoman   | Egyesült Királyság | 6990           |        |
| 1942. július 15. | U–582             | Empire Attendant | Egyesült Királyság | 7524           | OS–33  |